# Одпоришув
Одпоришув (пол. Odporyszów) — село в Польщі, у гміні Жабно Тарновського повіту Малопольського воєводства.
Населення — 937 осіб (2011).
У 1975-1998 роках село належало до Тарновського воєводства.

## Демографія
Демографічна структура станом на 31 березня 2011 року:
|          | Загалом | Допрацездатний вік | Працездатний вік | Постпрацездатний вік |
| -------- | ------- | ------------------ | ---------------- | -------------------- |
| Чоловіки | 461     | 112                | 308              | 41                   |
| Жінки    | 476     | 95                 | 282              | 99                   |
| Разом    | 937     | 207                | 590              | 140                  |